# Seznam německých křižníků

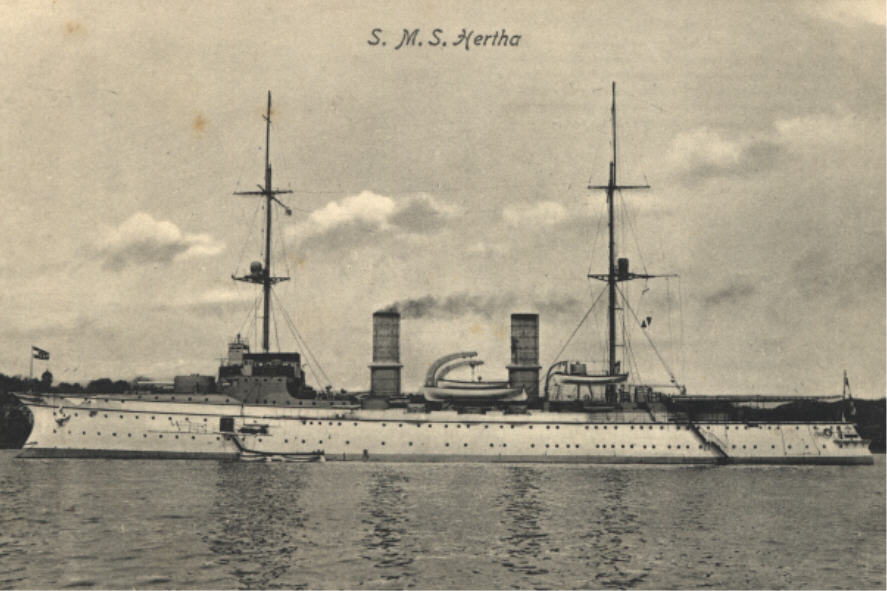
Chráněný křižník SMS Hertha

Tento seznam obsahuje křižníky Kaiserliche Marine a Kriegsmarine.

## Chráněné křižníky

### TřídaIrene
- SMS Irene (1888–1921) – sešrotována
- SMS Prinzeß Wilhelm (1887–1922) – sešrotována

### TřídaKaiserin Augusta

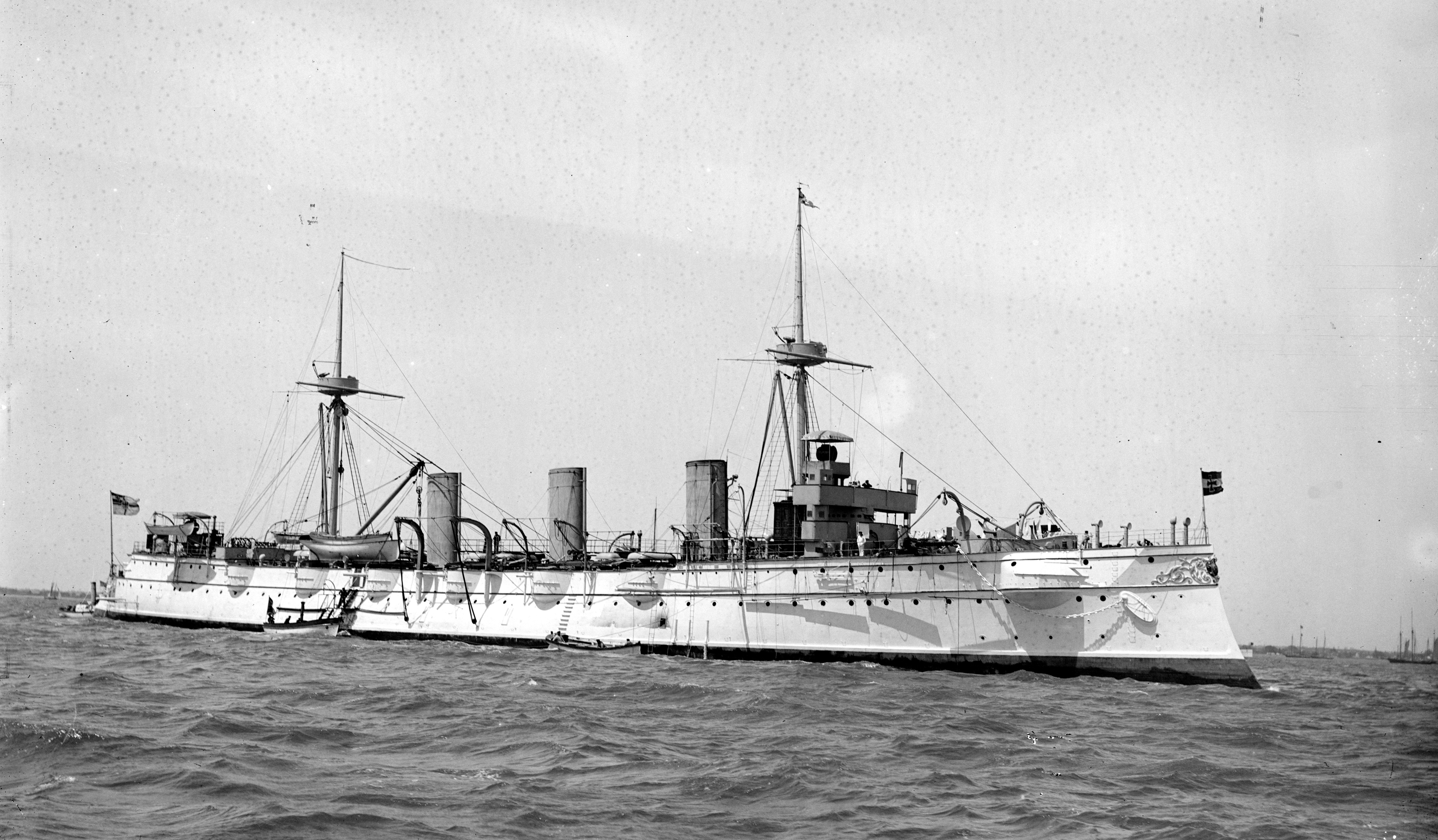
SMS Kaiserin Augusta

- SMS Kaiserin Augusta (1892–1920) – sešrotována

### TřídaVictoria Louise
- SMS Victoria Louise (1897–1923) – sešrotována
- SMS Hertha (1897–1923) – sešrotována
- SMS Freya (1897–1921) – sešrotována
- SMS Vineta (1897–1920) – sešrotována
- SMS Hansa (1898–1920) – sešrotována

## Pancéřové křižníky

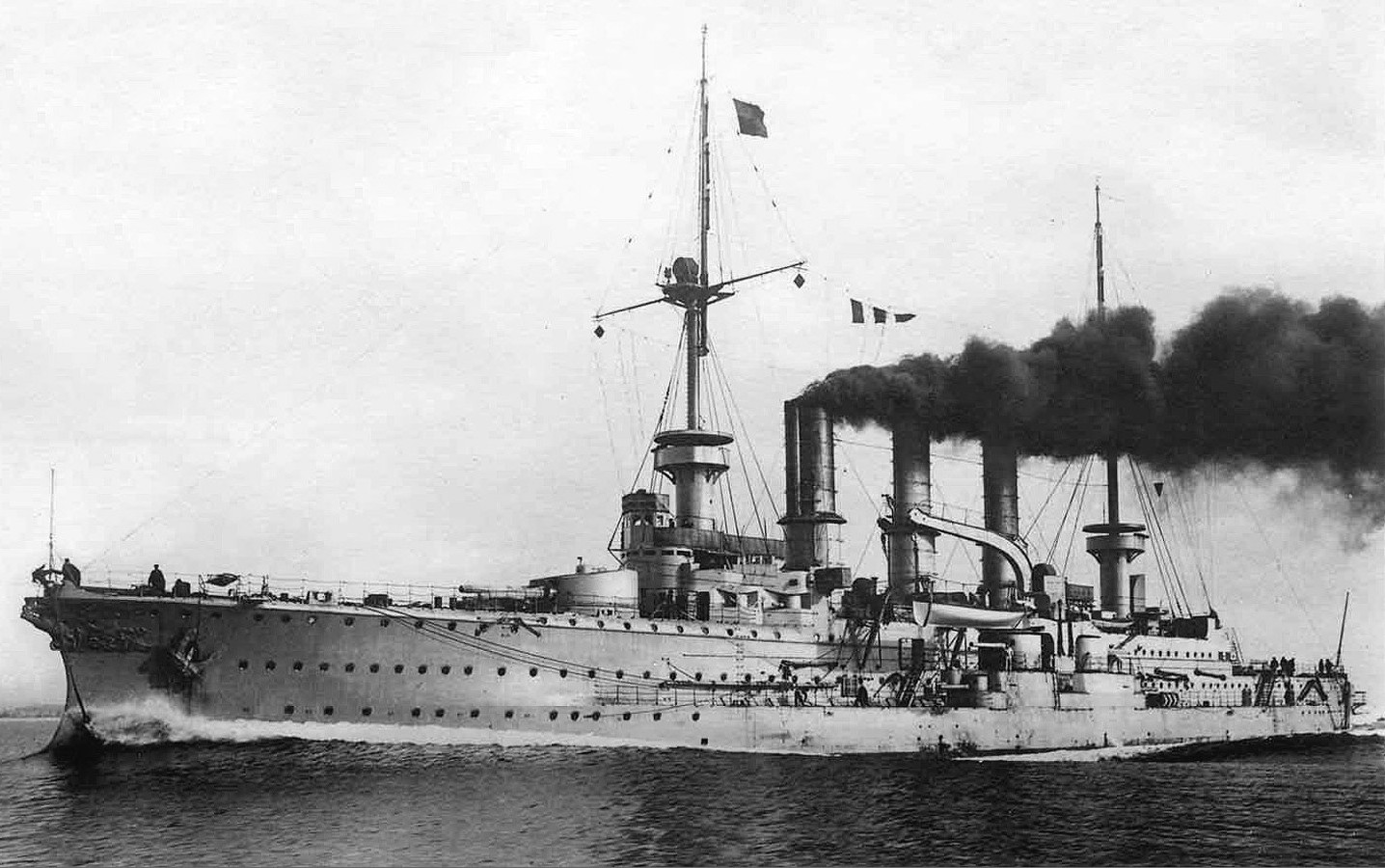
SMS Prinz Adalbert

### TřídaFürst Bismarck
- SMS Fürst Bismarck (1897–1919) – sešrotována

### TřídaPrinz Heinrich
- SMS Prinz Heinrich (1900–1920) – sešrotována

### TřídaPrinz Adalbert

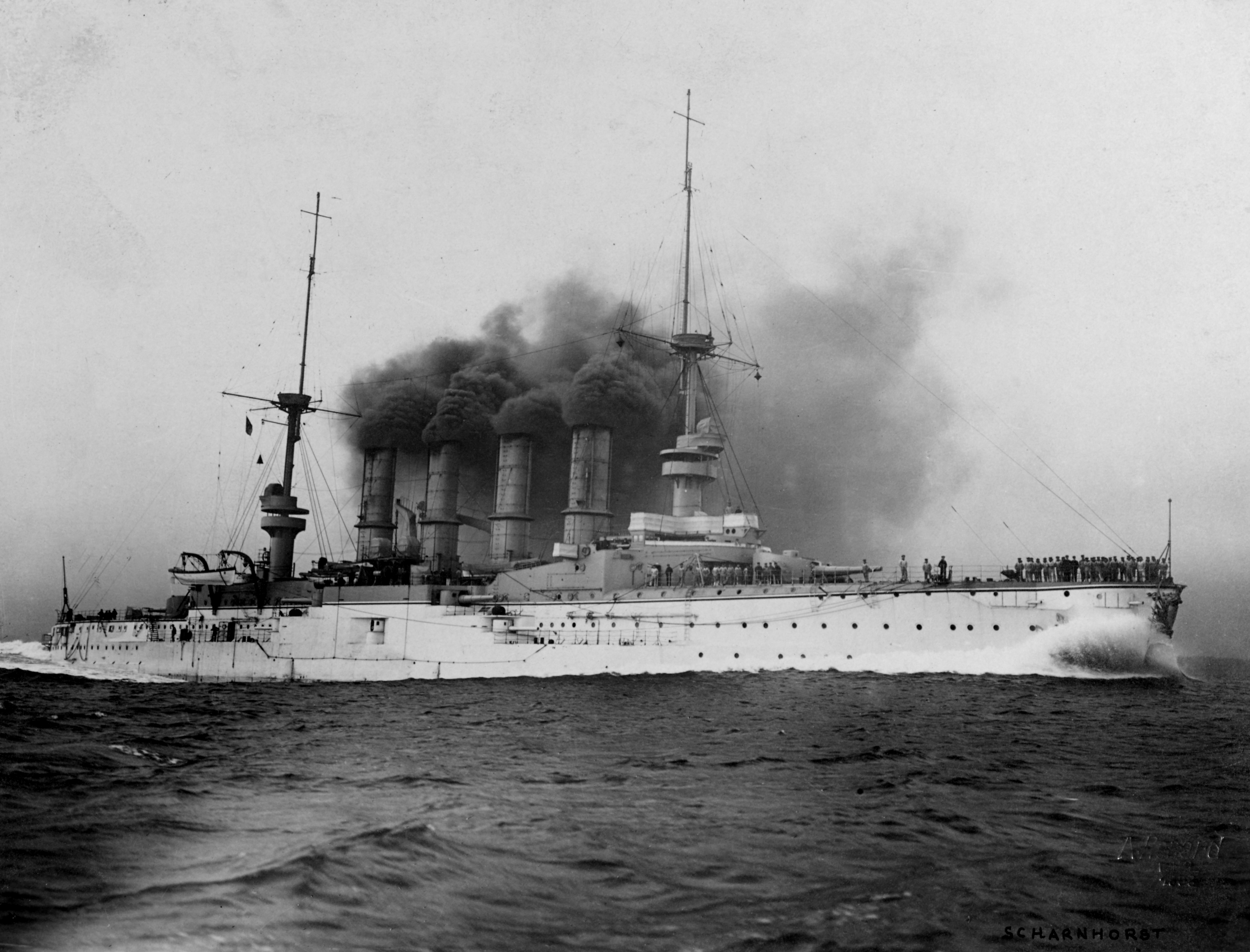
SMS Scharnhorst

- SMS Prinz Adalbert (1901–1915) – potopena britskou ponorkou E8 23. října 1915
- SMS Friedrich Carl (1902–1914) – potopena na mině 17. listopadu 1914

### TřídaRoon
- SMS Roon (1903–1921) – sešrotována
- SMS Yorck (1904–1914) – potopena na mině 4. listopadu 1914

### TřídaScharnhorst
- SMS Scharnhorst (1906–1914) – potopena v bitvě u Falklandských ostrovů 8. prosince 1914
- SMS Gneisenau (1906–1914) – potopena v bitvě u Falklandských ostrovů 8. prosince 1914

### TřídaBlücher
- SMS Blücher (1908–1915) – potopena v bitvě u Dogger Banku 24. ledna 1915

## Těžké křižníky

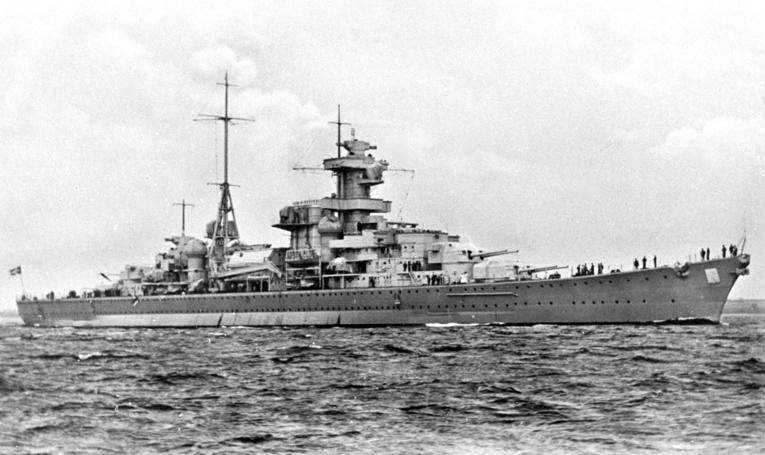
Blücher

### TřídaAdmiral Hipper
- Admiral Hipper (1937–1946) – sešrotována
- Blücher (1937–1940) – potopena 9. dubna 1940 v Oslofjordu
- Prinz Eugen (1938–1946) – odevzdána USA a potopena po jaderných testech
- Seydlitz (1939-50. léta) – potopena vlastní posádkou, vyzdvižena Rusy → Poltava, sešrotována
- Lützow (1939-50. léta) – nedostavěná prodána SSSR → Petropavlovsk, 1943 → Tallin, sešrotována

## Lehké křižníky

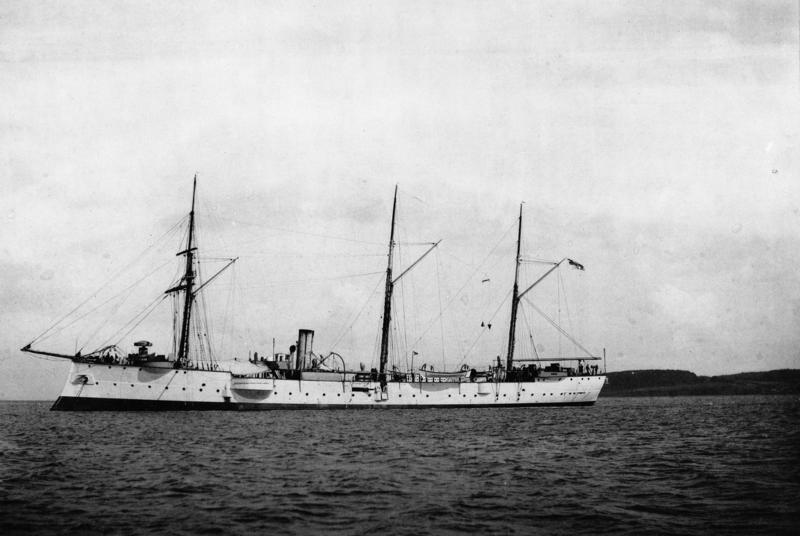
SMS Falke

### TřídaSchwalbe
- SMS Schwalbe (1887–1922) – sešrotována
- SMS Sperber (1888–1922) – sešrotována

### TřídaBussard

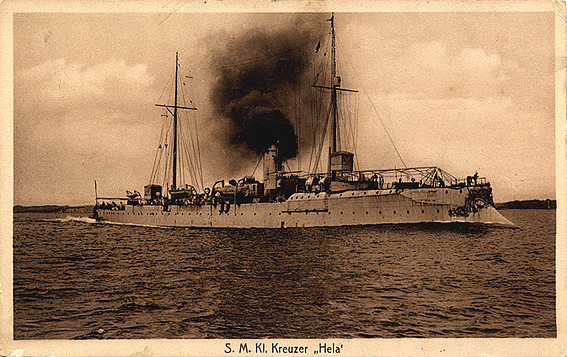
SMS Hela

- SMS Bussard (1890–1913) – sešrotována
- SMS Falke (1891–1913) – sešrotována
- SMS Seeadler (1892–1917) – exploze min ve Wilhelmshavenu 19. dubna 1917
- SMS Cormoran (1892–1914) – potopena vlastní posádkou v Čching-tao 28. září 1914
- SMS Condor (1892–1921) – sešrotována
- SMS Geier (1894–1918) – potopena americkou lodí USS Schurz 21. června 1918

### TřídaGefion

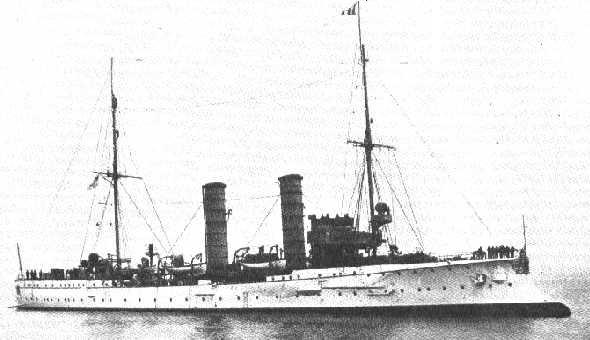
SMS Niobe

- SMS Gefion (1893–1923) – sešrotována

### TřídaHela
- SMS Hela (1895–1914) – potopena britskou ponorkou E9 13. září 1914

### TřídaGazelle

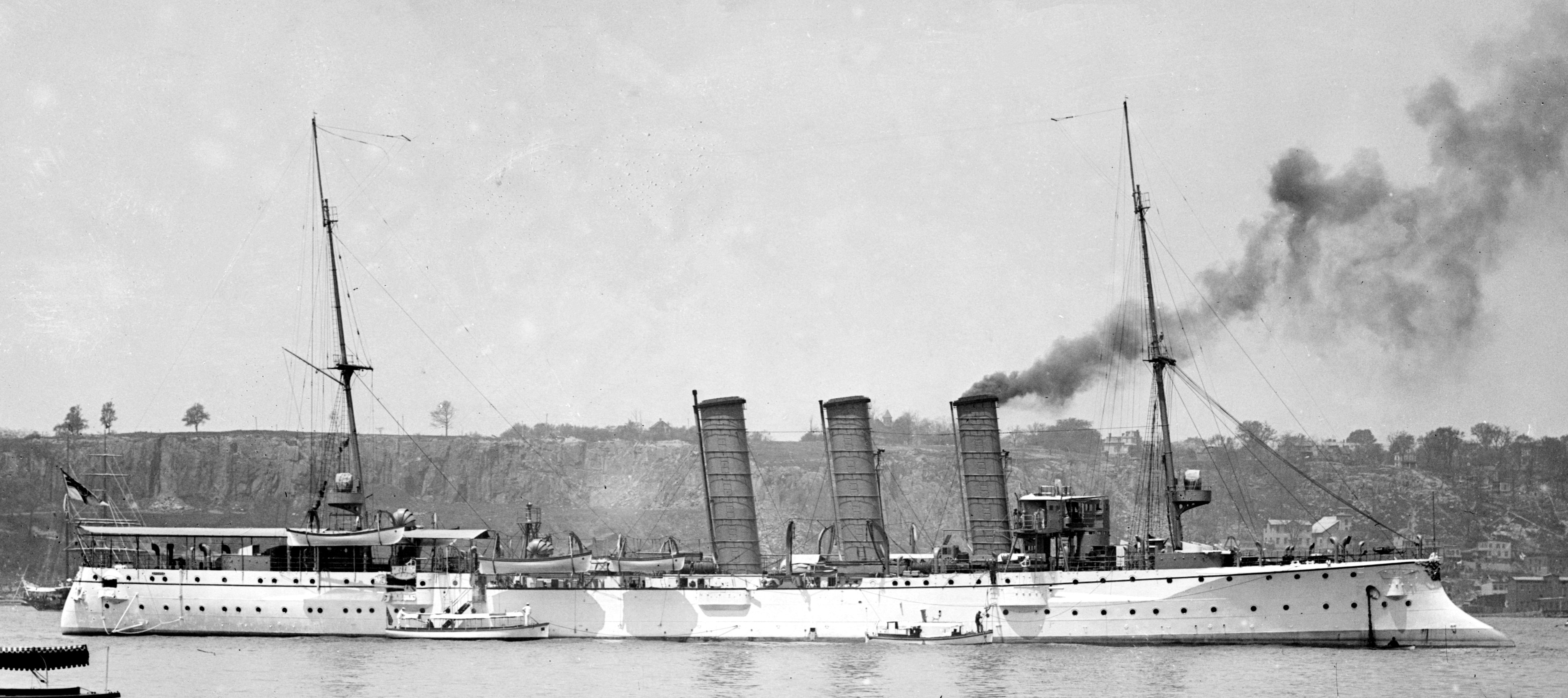
SMS Bremen

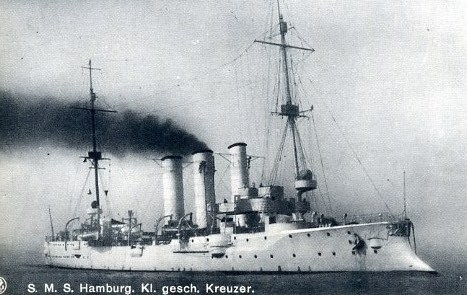
SMS Hamburg

- SMS Gazelle (1898–1920) – sešrotována
- SMS Niobe (1899–1943) – v roce 1926 prodána Jugoslávii → Dalmacija
- SMS Nymphe (1899–1931) – sešrotována
- SMS Thetis (1900–1930) – sešrotována
- SMS Ariadne (1900–1914) – potopena v první bitvě u Helgolandské zátoky 28. srpna 1914
- SMS Amazone (1900–1954) – sešrotována
- SMS Medusa (1900–1948) – sešrotována
- SMS Frauenlob (1902–1916) – potopena britským křižníkem HMS Southampton 31. května 1916
- SMS Arcona (1902–1948/49) – sešrotována
- SMS Undine (1902–1915) – potopena britskou ponorkou E19 7. listopadu 1915

### TřídaBremen

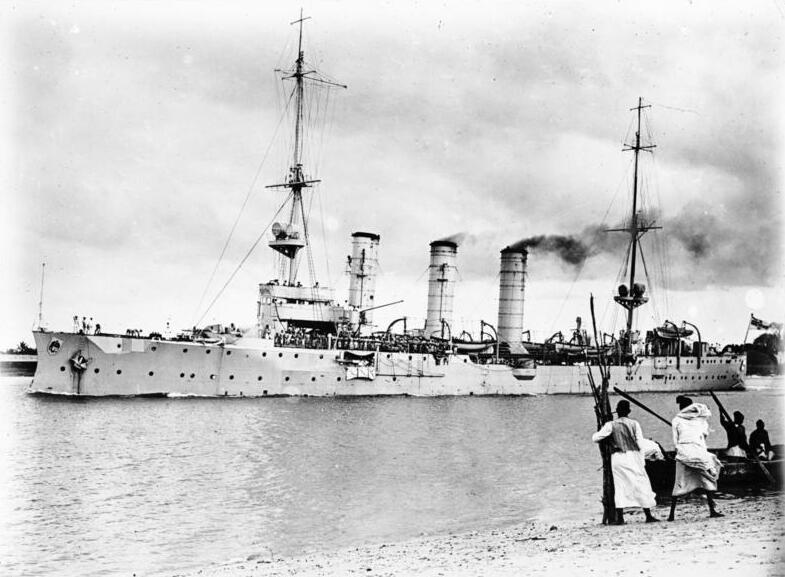
SMS Königsberg (I)

- SMS Bremen (1903–1915) – potopena na mině 17. prosince 1915
- SMS Hamburg (1903–1944) – potopena britskými letadly
- SMS Berlin (1903–1947) – potopena Brity
- SMS Lübeck (1904–1922/23) – sešrotována
- SMS München (1904–1920) – odevzdána Británii a následně sešrotována
- SMS Leipzig (1905–1914) – potopena v bitvě u Falklandských ostrovů 8. prosince 1914
- SMS Danzig (1905–1920) – odevzdána Británii a následně sešrotována

### TřídaKönigsberg
- SMS Königsberg (1905–1915) – potopena vlastní posádkou v deltě řeky Rufiji 11. července 1915
- SMS Stuttgart (1906–1920) – odevzdána Británii a následně sešrotována
- SMS Nürnberg (1906–1914) – potopena v bitvě u Falklandských ostrovů 8. prosince 1914
- SMS Stettin (1907–1922) – odevzdána Británii a později sešrotována

### TřídaDresden

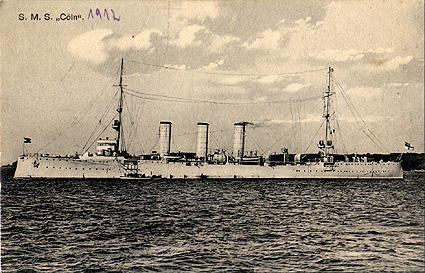
SMS Cöln

- SMS Dresden (1907–1915) – potopena vlastní posádkou u ostrova Robinsona Crusoe 14. března 1915
- SMS Emden (1908–1914) – potopena australským křižníkem HMAS Sydney u Kokosových ostrovů 9. listopadu 1914

### TřídaKolberg
- SMS Kolberg (1908–1929) – odevzdána Francii, zařazena do služby → Colmar a později sešrotována
- SMS Mainz (1909–1914) – potopena v první bitvě u Helgolandské zátoky 28. srpna 1914
- SMS Augsburg (1909–1922) – odevzdána Japonsku a později sešrotována
- SMS Cöln (1909–1914) – potopena v první bitvě u Helgolandské zátoky 28. srpna 1914

### TřídaMagdeburg

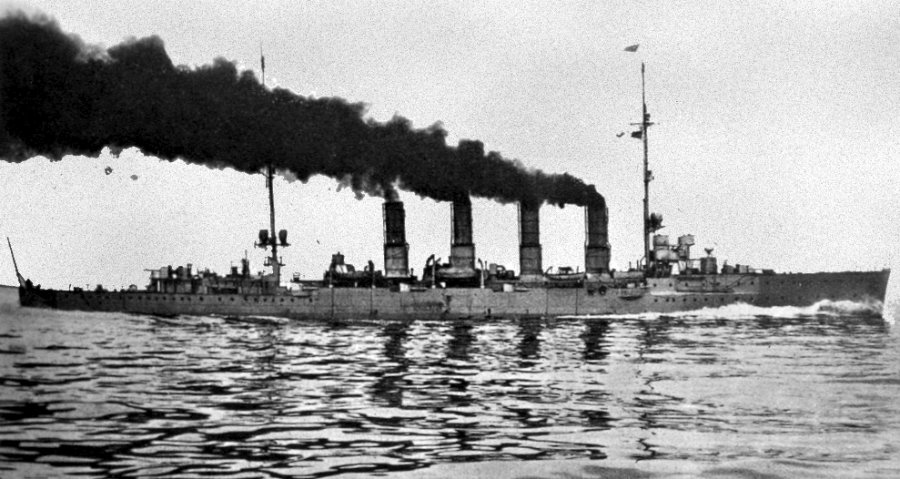
SMS Breslau

- SMS Magdeburg (1911–1914) – uvízla na útesech v Baltském moři, zničena Rusy 26. srpna 1914
- SMS Straßburg (1911–1944) – odevzdána Itálii, zařazena do služby → Taranto, potopena zásahem bomby
- SMS Breslau (1911–1918) – roku 1914 předána Turecku → Midilli, potopena na mině 20. ledna 1918
- SMS Stralsund (1911–1935) – odevzdána Francii, zařazena do služby → Mulhouse, sešrotována

### TřídaKarlsruhe
- SMS Karlsruhe (1912–1914) – potopena po vnitřní explozi 4. listopadu 1914
- SMS Rostock (1912–1916) – potopena vlastní posádkou v bitvě u Jutska 1. června 1916

### TřídaGraudenz
- SMS Graudenz (1913–1938) – odevzdána Itálii, zařazena do služby → Ancona, sešrotována
- SMS Regensburg (1914–1944) – odevzdána Francii, zařazena do služby → Strassbourg, sešrotována

### TřídaPillau
- SMS Pillau (1913–1943) – odevzdána Itálii, zařazena do služby → Bari, potopena americkým náletem
- SMS Elbing (1914–1916) – potopena vlastní posádkou po srážce s SMS Posen 1. června 1916

### TřídaWiesbaden

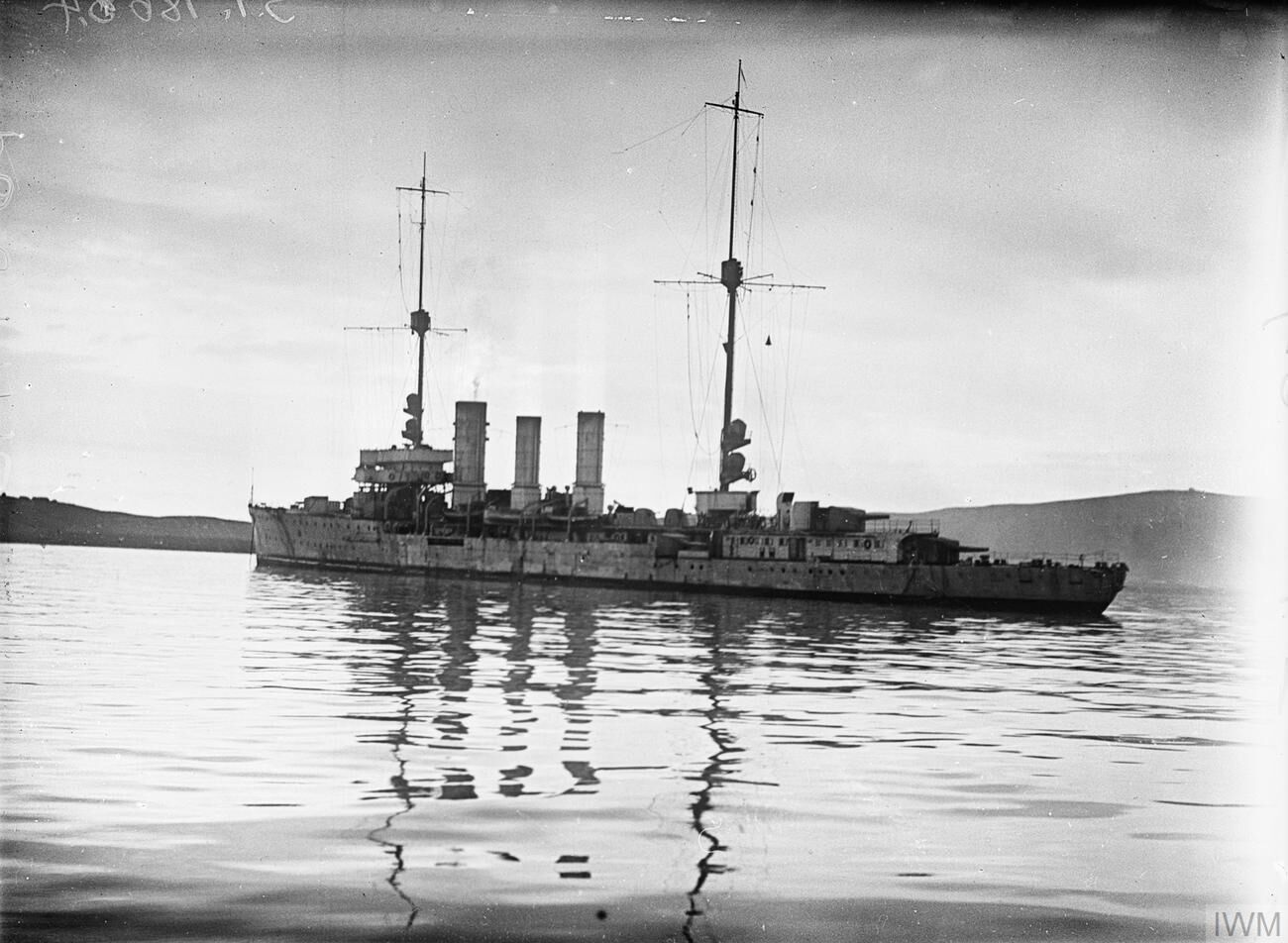
SMS Emden (II)

- SMS Wiesbaden (1915–1916) – potopena v bitvě u Jutska 1. června 1916
- SMS Frankfurt (1915–1921) – odevzdána USA a potopena jako cvičný cíl

### TřídaKönigsberg II
- SMS Königsberg II (1915–1936) – odevzdána Francii, zařazena do služby → Metz, sešrotována
- SMS Karlsruhe II (1916–1919) – potopena vlastní posádkou ve Scapa Flow
- SMS Nürnberg II (1916–1922) – odevzdána Británii, potopena jako cvičný cíl
- SMS Emden II (1916–1926) – odevzdána Francii, sešrotována

### TřídaCöln

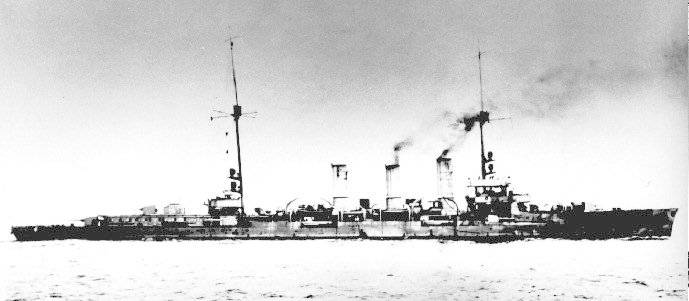
SMS Dresden (II)

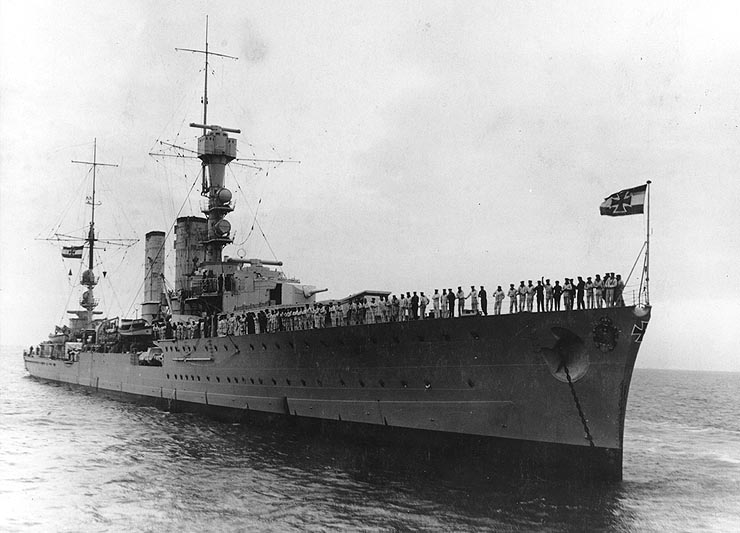
Emden

- SMS Cöln II (1916–1919) – potopena vlastní posádkou ve Scapa Flow
- SMS Dresden II (1917–1919) – potopena vlastní posádkou ve Scapa Flow
- SMS Frauenlob II – nedokončena
- SMS Leipzig II – nedokončena
- SMS Magdeburg II – nedokončena
- SMS Rostock II – nedokončena
- SMS Wiesbaden II – nedokončena
- SMS Ersatz Cöln – nedokončena
- SMS Ersatz Emden – nedokončena
- SMS Ersatz Karlsruhe – nedokončena

### TřídaEmden
- Emden (1925–1948) – sešrotována

### TřídaKönigsberg

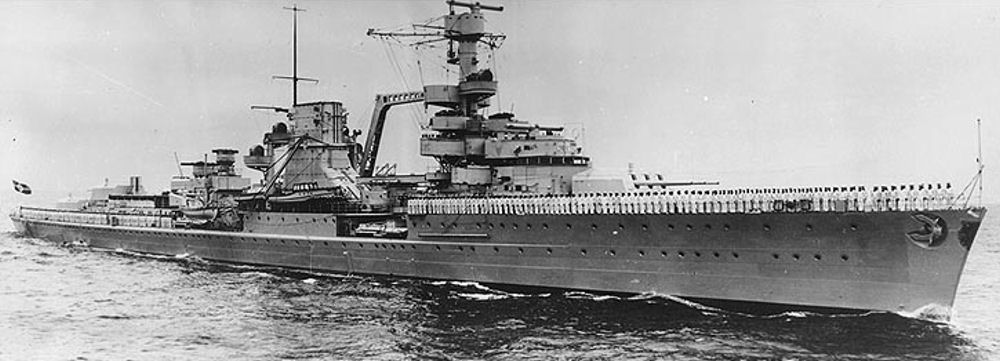
Leipzig

- Königsberg (1927–1940) – potopena bombardéry Blackburn Skua 10. dubna 1940 v Bergenu; sešrotována
- Karlsruhe (1927–1940) – potopena torpédy 4. dubna 1940 u Kristiansandu
- Köln (1928–1946) – sešrotována

### TřídaLeipzig
- Leipzig (1929–1946) – potopena v Severním moři
- Nürnberg (1934–1961) – odevzdána SSSR, zařazena do služby → Admirál Makarov, sešrotována

### Třída M
- 6 jednotek pod jmény M, N, O, P, Q, R - stavba zrušena

### Spähkreuzer 1938
- 3 jednotky pod jmény SP1, SP2 a SP3 - stavba zrušena

## Minové křižníky

### TřídaBrummer
- SMS Brummer (1915–1919) – potopena vlastní posádkou ve Scapa Flow
- SMS Bremse (1916–1919) – potopena vlastní posádkou ve Scapa Flow